# Ruđer Boškovićs ackrediterade klassiska stiftsgymnasium
Ruđer Boškovićs ackrediterade klassiska stiftsgymnasium (kroatiska: Biskupijska klasična gimnazija Ruđera Boškovića s pravom javnosti) är en privat gymnasieskola i Dubrovnik i Kroatien. Gymnasieskolan, tidigare ett teologiskt seminarium, drivs av Dubrovniks romersk-katolska stift och ligger bredvid Helige Ignatius kyrka vid Ruđer Boškovićs torg i Gamla stan. Sedan år 1991 är gymnasieskolan ackrediterad av kroatiska myndigheter att bedriva skolverksamhet enligt den kroatiska läroplanen. Gymnasieskolan är öppen för alla sökande. Undervisning sker i fyra skolklasser med omkring 20–30 elever i varje skolklass.
Gymnasieskolan är inrättad i samma byggnad som det forna Collegium Ragusinum, ett kollegium inrättat av jesuiterna år 1658. Kollegiet var den forna republiken Dubrovniks främsta lärosäte och här utbildades flera av republikens mest framstående personer. Gymnasieskolan är uppkallad efter den tidigare eleven vid Collegium Ragusinum, filosofen och matematikern Ruđer Bošković.

## Byggnadens historik, arkitektur och beskrivning
I början av 1600-talet kom jesuiterna till Dubrovnik. Tack vare en donation på 18 000 scudo grundades det jesuitiska kollegiet år 1658 och en byggnad för utbildning kunde uppföras. Byggnaden uppfördes av Orsat Ranjina enligt ritningar av jesuiten Serafin Fabian.
År 1667 skadades byggnaden svårt i den stora jordbävningen och det skulle dröja till år 1671 innan undervisningen återupptogs. År 1696 stod byggnaden helt färdig även om mindre tillbyggnader och detaljer tillkom under 1700-talets första hälft.
På en av byggnadens mer framträdande platser, på entrétrappans centrala vägg, finns en lunett med ett monogram av Kristus med änglar. Under monogramet finns en inskription. Ovanför entrédörren som leder till en öppen innergård finns en stiliserad klocka i sten och under denna en maskaron med bladornament. Trappan "Skalina od Jezuita" påbörjad år 1735 är ett verk av den messinske arkitekten Pietro Passalacqua.
År 1773 avskaffade påven Clemens XIV jesuitorden och kollegiet övergick då i Dubrovniks ärkebiskops ägo. År 1777 övertogs det av piaristerna och det skulle vara i deras ägo fram till den franska ockupationen år 1806 då fransmännen använde byggnaden som militärsjukhus. Under den österrikiska administrationen som varade åren 1815–1918 hade byggnaden olika ägare och användes för olika ändamål. År 1941 återbördades byggnaden till Dubrovniks stift och från år 1948 tjänade den som teologiskt seminarium. Sedan år 1991 är dagens klassiska gymnasium inrättat i byggnaden.

### Fotnoter
1. 1 2  Ruđer Boškovićs klassiska stiftsgymnasium - Officiell webbplats (kroatiska)
2. 1 2 3 4 5 6 7 8 9  Ruđer Boškovićs klassiska stiftsgymnasium - Officiell webbplats (kroatiska)
3. 1 2  Dubrovniks turistförening Arkiverad 20 december 2014 hämtat från the Wayback Machine. (engelska)